# Yesterday Went Too Soon
Yesterday Went Too Soon to drugi album brytyjskiego zespołu Feeder. Został wydany w 1999 roku. Zajął 73. miejsce w "Top 100" British Rock Albums of All Time.

## Utwory
1. "Anestezji" - 3:50
2. "Insomnia" – 2:54
3. "Picture of Perfect Youth" – 3:46
4. "Yesterday Went Too Soon" – 4:20
5. "Waiting for Changes" – 2:44
6. "Radioman" – 3:37
7. "Day In Day Out" – 3:39
8. "Tinsel Town" – 4:29
9. "You're My Evergreen" – 3:24
10. "Dry" – 4:24
11. "Hole in My Head" – 2:58
12. "So Well" – 4:03
13. "Paperfaces" – 4:25